# Flavonolo-3-O-triglucoside O-cumaroiltransferasi
La flavonolo-3-O-triglucoside O-cumaroiltransferasi è un enzima appartenente alla classe delle transferasi, che catalizza la seguente reazione:
4-cumaroil-CoA + un flavonolo 3-O-[β-D-glucosil-(1→2)-β-D-glucosil-(1→2)-β-D-glucoside] ⇄ CoA + un flavonolo 3-O-[6-(4-cumaroile)-β-D-glucosil-(1→2)-β-D-glucosil-(1→2)-β-D-glucoside]
L'enzima acila il kaempferolo 3-O-triglucoside sulla unità glucosidica terminale, certamente almeno al C-6.